# Descartesov oval
Descartesov oval ili Kartezijev oval je ravninska algebarska krivulja četvrtoga reda. Descartes tu krivulju prvi puta promatra 1637. godine u vezi sa sljedećom zadaćom iz optike: odrediti vrstu krivulje na kojoj se zrake koje izlaze iz jedne dane točke lome
tako, da nakon loma prolaze kroz drugu danu točku. No ove krivulje je proučavao i Isaac Newton početkom 1664.
Ta krivulja ima svojstvo da udaljenosti {\displaystyle r_{1},r_{2}} bilo koje njezine točke {\displaystyle P} od dviju
čvrstih točaka {\displaystyle F_{1},F_{2}} žarišta povezuje jednakost {\displaystyle r_{1}+mr_{2}=a} gdje su {\displaystyle a,m} konstante. Drugim riječima, Descartesov oval dobivamo linearnom kombinacijom {\displaystyle r_{1},r_{2}}.
Za {\displaystyle m=1} dobiva se elipsa, a za {\displaystyle m=-1} se dobiva hiperbola. Poseban slučaj ove krivulje
je i Pascalov puž.